# 巴伊拉姆阿里

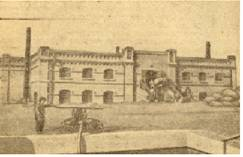
1800年代末的巴伊拉姆阿里

巴伊拉姆阿里是土庫曼斯坦的城鎮，由馬雷州負責管轄，位於該國東南部穆爾加布河畔，距離首府馬雷27公里，每年平均降雨量130毫米，是重要的農業和工業貿易中心，2009年人口88,486。